# Thinocorus rumicivorus
Thinocorus rumicivorus е вид птица от семейство Thinocoridae.

## Разпространение
Видът е разпространен в Аржентина, Боливия, Еквадор, Перу, Уругвай и Чили.